# Аліс Бах Кунке
Аліс Бах Кунке (швед. Alice Bah Kuhnke; нар. 21 грудня 1971, Мальме) — шведська журналістка, менеджерка і політична діячка. Активістка Партії зелених, Міністерка культури та демократії Швеції з 2014.

## Життєпис
Народилась в сім'ї гамбійця і шведки. Навчаючись у школі в Векше, була однією з найкращих дівчат-спринтерок країни. У 2003 році закінчила факультет політології у Стокгольмському університеті.
З 1990-х працювала у ЗМІ, з 1992 по 1997 була пов'язана з громадським телебаченням Sveriges Television, до 2000 року — з TV43, де вела власну програму. 
З 2001 по 2004 працювала на посаді директора страхової компанії Skandia, до 2007 року — генеральною секретаркою Rättvisemärkt3. У вересні 2009 року почала відповідати за захист довкілля і соціальну відповідальність у компанії ÅF. 
У 2013 році призначена генеральною директором MUCF, державного агентства з питань молоді. Вона обіймала різні посади в неурядових організаціях та консультативних радах, в тому числі перебувала в синоді шведських церков (2006-2010) і була віцепрезидентом шведського відділення Юнацької християнської асоціації (YMCA-YWCA).
3 жовтня 2014 року, через три дні після вступу в Партію зелених, призначена міністеркою культури в лівоцентристському уряді Левена. 

#### Особисте життя
Одружена зі шведським актором і співаком Йоханнесом Ба Кунке з 2002 року.